# Club Bolívar
Club Bolívar ist ein bolivianischer Fußballverein aus La Paz. Er ist, ebenso wie das ganze Land, nach dem General der südamerikanischen Unabhängigkeitskriege, Simón Bolívar, benannt. Der Verein wurde am 12. April 1925 gegründet. Die Vereins- und Trikotfarbe ist himmelblau.

## Stadion
Das Stadion des Vereins ist ebenso nach dem Libertador benannt: Estadio Libertador Simón Bolívar (15.000 Plätze). Es wurde in den 1970er Jahren eingeweiht. Inzwischen weist es jedoch erhebliche Mängel auf, vor allem im Tribünenbereich, weshalb ins Estadio Hernando Siles ausgewichen wird, das 45.000 Zuschauern Platz bietet.

## Erfolge
Der Verein gewann über zwanzig nationale Titel, zuletzt die Apertura 2022, die bolivianische Meisterschaft. International sind über zwanzig Teilnahmen an der Copa Libertadores und der Copa Sudamericana zu vermelden. 2004 erreichte Bolívar den größten Erfolg und drang bis in das Finale der Sudamericana vor, unterlag dort aber nach einem 1:0 im Hinspiel im Rückspiel in Buenos Aires gegen Boca Juniors mit 0:2.

## Bekannte Spieler
- Mario Alborta (1930–1939)
- Luis Galván (1986)
- Marco Sandy (1990–1995, 1996–1998, 2000–2001, 2002–2006)
- Jorge Olaechea (1991–1992)
- Thomas N’Kono (1994–1997)
- Álvaro Peña (1995, 2000)
- Joaquín Botero (1999–2003, 2008)
- Marco Etcheverry (2004)

## Trainer
- Rudi Gutendorf (1974)
- Beñat San José (2016–2017)